# 韓国外国語大学通翻訳大学院
韓国外国語大学校通翻訳大学院(かんこくがいこくごだいがっこうつうほんやくだいがくいん、한국외국어대학교 통번역대학원, Hankuk University of Foreign Studies Graduate School of Interpretation and Translation)は、大韓民国のソウル特別市東大門区に本部を置く通訳者・翻訳者を育成する専門教育機関。略称はGSIT。

## 沿革
- 1979年5月1日　韓国外国語大学校同時通訳大学院の設立認可。（7カ国語）
- 1979年9月1日　開校。一期生78名入学。
- 1980年11月7日　通訳大学院に名称を変更。
- 1983年　通訳翻訳センター設立。
- 1988年　ソウルオリンピックの会場に通訳を派遣。[1]
- 1997年12月22日　専門大学院に改編、通訳翻訳大学院に名称変更。
- 2002年　日韓ワールドカップの会場に通訳を派遣。[2]
- 2004年　アジアの教育機関で初めて世界通翻訳大学・大学院協会(CIUTI)に加入。[3]
- 2007年　通翻訳大学院に名称変更。
- 2010年　英語・韓国語科に翻訳専攻を開設。
- 2017年　国際会議通訳・翻訳専攻を開設。
- 2019年　開校40周年を迎える。第9回アジア太平洋通翻訳フォーラム(APTIF 9)開催。

## 組織[4]

### 修士課程
- 英語・韓国語科
- フランス語・韓国語科
- ドイツ語・韓国語科
- ロシア語・韓国語科
- スペイン語・韓国語科
- 中国語・韓国語科
- 日本語・韓国語科
- アラビア語・韓国語科
- 特別課程
  - 3ヶ国語課程

### 博士課程
- 通翻訳学科

## 関連リンク
- 韓国外国語大学校通翻訳大学院公式サイト